# Praga (Varšava)
Praga je historická čtvrť Varšavy. Nachází se na východním břehu řeky Visly. První zmínka o ní pochází z roku 1432, do roku 1791 se jednalo o samostatné město.

## Administrativní členění
V současnosti se Praga dělí na
- Praga-Północ (Praga Sever)
- Praga-Południe (Praga Jih)

Praga-Południe a Praga-Północ obsahují městské části:
- Saska Kępa
- Grochów
- Szmulowizna
- Gocław
- Kamionek

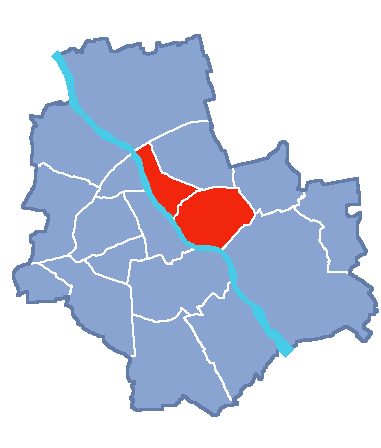
Poloha

V širším smyslu se všechny varšavské oblasti na pravém břehu Visly nazývají společným názvem Praga. Kromě historické Pragy sem dále patří:
- Białołęka
- Rembertów
- Targówek
- Wawer
- Wesoła